# Anthidium rodriguezi
Anthidium rodriguezi är en biart som beskrevs av Cockerell 1912. Anthidium rodriguezi ingår i släktet ullbin, och familjen buksamlarbin. Inga underarter finns listade i Catalogue of Life.